# Mufasa: el rey león
Mufasa: El Rey León (Mufasa: The Lion King en su versión original en inglés) es una película musical de aventuras estadounidense de imagen generada por computadora fotorrealista dirigida por Barry Jenkins, a partir de un guion escrito por Jeff Nathanson. Es una precuela de la película de 2019 El rey león.Donald Glover, Seth Rogen, Billy Eichner, John Kani y Beyoncé Knowles-Carter retoman sus papeles de personajes de la película de 2019, y se les unen Aaron Pierre, Kelvin Harrison Jr., Tiffany Boone, Mads Mikkelsen, Thandiwe Newton, Lennie James y la hija de Knowles Carter, Blue Ivy Carter, en su debut cinematográfico.
El desarrollo de una precuela de El rey león se confirmó en septiembre de 2020, con Jenkins como director y Nathanson terminando un borrador del guion. Pierre y Harrison Jr. fueron anunciados como el elenco de voces en agosto de 2021, seguido de más casting entre septiembre de 2022 y abril de 2024. La película se anunció oficialmente cuando se reveló su título oficial en septiembre de 2022 en el anuncio de la D23 Expo 2022. La producción de la película se ralentizó en julio de 2023 debido a la huelga SAG-AFTRA de 2023.
Mufasa: el rey león fue estrenada en los Estados Unidos por Walt Disney Studios Motion Pictures el 20 de diciembre de 2024.

## Premisa
En las Tierras del Reino de Tanzania después de los eventos de El rey león (2019), el mandril Rafiki le cuenta la historia del origen de dos leones, Mufasa y Taka, a Kiara, la nieta de Mufasa e hija de Simba y Nala. La historia sigue al huérfano Mufasa, que se hace amigo del joven príncipe Taka y es adoptado por la familia de Taka; el par se vuelve tan cercano como hermanos. Timón, el suricata, y Pumba, el jabalí, añaden comentarios coloridos.

## Argumento
Algún tiempo después de que Simba se convierte en Rey de la Roca del Rey, él y Nala tienen una cachorra llamada Kiara y esperan otro cachorro. Ellos se van a visitar un oasis donde Nala dará a luz, mientras que Simba deja a Timón y Pumba para cuidar de Kiara. Rafiki pronto los visita y decide compartir la historia sobre su abuelo Mufasa y su traicionero hermano menor Scar, con Timón y Pumba brindando comentarios en color en el medio.
Hace mucho tiempo, Mufasa nació en una pequeña familia formada por él mismo y sus padres, Masego y Afia, que predican sobre una tierra mítica llamada Milele. Una inundación golpea, y el miedo de Mufasa le impide unirse a Afia; es arrastrado donde conoce a un cachorro real llamado  Taka, quien lo salva de los  cocodrilos mientras la madre de Taka, la Reina Eshe, interviene. Eshe acepta a regañadientes a Mufasa como su hijo, pero el padre de Taka, el Rey Obasi, castiga a Taka por dar la bienvenida a un extraño. Mufasa afirma que podría ser útil para su manada y corre con Taka para demostrar su velocidad. Mufasa se queda atrás debido al cansancio, pero Taka admite la derrota para que Mufasa pueda ser bienvenido en la manada.
A medida que Mufasa y Taka crecen, forman un fuerte vínculo fraternal. Mientras Eshe le enseña a Mufasa a cazar, la tierra es asaltada por dos leones blancos que atacan a Mufasa y Eshe, pero Mufasa mata a uno mientras el otro huye. Taka ve el ataque pero se retira con miedo. El sobreviviente informa a Kiros, el líder de una manada de leones blancos llamada los Forasteros, compuesta por leones desterrados por su pelaje blanco, y el padre del león que Mufasa mató; Kiros y sus hermanas, Akua y Amara, juran venganza. Los Forasteros matan a Obasi, Eshe y su clan antes de perseguir a Mufasa y Taka, quienes escapan a un río.
Cuando Mufasa y Taka llegan a tierra, ellos se encuentran con una leona extraviada llamada Sarabi, su amigo cálao Zazu y un Rafiki más joven (donde él es un marginado por los babuinos que lo toman por loco al joven mandril). Rafiki les dice que va a Milele para encontrar un nuevo hogar, y el grupo lo sigue allí. Taka tiene sentimientos románticos por Sarabi, pero los Forasteros los persiguen. Sarabi usa abejas para provocar una estampida de elefantes para distraer a los Forasteros, lo que permite que el grupo escape. Ella se cae y se lastima, lo que obliga a Mufasa a salvarla, pero él le dice a Sarabi en recuperación que Taka la salvó.
El grupo se esconde en una montaña nevada para recuperarse. Sarabi le dice a Mufasa que sabe que él la salvó y pronto se enamoran. Observando esto en secreto, un celoso Taka se encuentra con Kiros y su manada, y le ofrece una propuesta a Kiros para que se vengue de Mufasa por la muerte de su hijo. Al día siguiente, el grupo llega a Milele, un exuberante oasis, y Taka deja en secreto marcas para que las sigan los Forasteros.
Rafiki nombra a Mufasa como su hermano antes de que los Forasteros vengan a atacar. Mufasa se entera de la traición de Taka mientras lucha contra Kiros. A pesar de esto, Mufasa reúne a los animales de la tierra para luchar contra los Forasteros. Kiros obliga a Mufasa a entrar en una cueva. Al ver a su hermano exhausto y darse cuenta de lo que ha hecho, Taka interviene arrepentido y, durante la lucha, Kiros pasa su pata sobre el ojo de Taka, dejándole una cicatriz. Rafiki provoca un derrumbe, lo que provoca la inundación de la cueva. Akua y Amara mueren en el derrumbe mientras intentan matar a Sarabi y a los últimos leones vivos. Sin inmutarse, Kiros intenta ahogar a Mufasa, pero una roca que cae golpea y mata a Kiros mientras Mufasa nada hacia un lugar seguro. Taka se siente tentado de ahogar a su hermano, pero en cambio lo ayuda a salir del agua.
La inundación retrocede y Mufasa y Sarabi salen juntos de la cueva mientras los animales celebran su victoria. Rafiki nombra a la pareja Rey y Reina. Mufasa pronto se reencuentra con Afia, quien le dice que Masego murió en la inundación anterior. Mufasa confronta a Taka por su traición y le muestra perdón, pero como castigo, jura referirse a Taka solo como "Scar". Mufasa luego sube a la recién formada Roca del Rey y ruge triunfante, mientras que su hermano lo observa con rencor.
De vuelta al presente, Kiara ruge en la cima de la Roca del Rey mientras el espíritu de su abuelo se cierne sobre ella. Ella y sus amigos pronto se reúnen con Simba para conocer a su hermano menor recién nacido (Kion).

## Animales
- Leones y leones blancos
- Mandril
- Cálao
- Suricato
- Facóquero
- Elefantes africanos
- Jirafas
- Hipopótamos
- Cocodrilos
- Babuinos
- Búfalos africanos
- Cebras
- Rinocerontes
- Ñus
- Orices
- Hienas
- Pico zapato
- Flamencos
- Avestruces
- Gacelas
- Impalas
- Zorro orejudo
- Kudus
- Antílopes
- Garcillas
- Dicdics
- Puercoespines
- Civeta
- Pintadas

## Reparto principal
- Aaron Pierre como Mufasa, un león que crece hasta convertirse en el futuro rey de las Tierras del Reino y el padre de Simba.
  - Braelyn Rankins como el joven Mufasa
- Kelvin Harrison Jr. como Taka, un león que más tarde se conocería como Scar. Es un joven príncipe y hermano adoptivo de Mufasa, e hijo de Eshe y Obasi.
  - Theo Somolu como el joven Taka
- John Kani como Rafiki, un mandril sabio que sirve como chamán de las Tierras del Reinomigo cercano de Mufasa, quien cuenta su historia con Kiara, Timón y Pumba.
  - Kagiso Lediga como el joven Rafiki
- Tiffany Boone como Sarabi, una leona que se hizo amiga de Mufasa, Taka, Rafiki y Zazu, y que crecería hasta convertirse en la futura reina de las Tierras del Reino y la madre de Simba.
- Preston Nyman como Zazú, un joven cálao que es el futuro mayordomo del Rey de las Tierras del Reino.
- Seth Rogen como Pumba, un jabalí de ingenio lento que se hizo amigo de Simba cuando era un cachorro.
- Billy Eichner como Timón, una suricata ocurrente que se hizo amigo de Simba cuando era un cachorro.
- Blue Ivy como Kiara, la hija de Simba y Nala y la nieta de Mufasa y Sarabi.
- Mads Mikkelsen como Kiros, un león blanco formidable con grandes planes para su manada.

## Reparto secundario
- Donald Glover como Simba, actual rey de la Roca del Reino e hijo de Mufasa y Sarabi.
- Beyoncé como Nala, esposa de Simba y nuera de Mufasa.
- Thandiwe Newton como Eshe, madre de Taka y madre adoptiva de Mufasa.
- Lennie James como Obasi, padre de Taka y padre adoptivo de Mufasa.
- Keith David como Masego, padre biológico de Mufasa.
- Anika Noni Rose como Afia, madre biológica de Mufasa.

Además, Braelyn Rankins, Theo Somolu, Folake Olowofoyeku, Joanna Jones, Thuso Mbedu, Sheila Atim, Abdul Salis y Dominique Jennings han sido seleccionados para roles no revelados. [cita requerida]

## Producción

### Desarrollo
En septiembre de 2020, se anunció que se estaba desarrollando una secuela de acción en vivo / CGI de la película del 2019 con Barry Jenkins como director. Los informes indicaron que el proyecto tendría una historia centrada en Mufasa durante sus años de formación, con escenas adicionales centrada antes en los eventos de la primera película; comparando la película con una estructura similar a El padrino II. En ese momento, Jeff Nathanson, el guionista de la entrega anterior, había terminado un borrador del guion. La película fue anunciada oficialmente, con el título de Mufasa: El Rey León en la D23 Expo de 2022.
El 13 de diciembre de 2023, Hollywood Handle informó que la trama de la película involucraría a Rafiki contándole la historia de Mufasa a su nieta, Kiara, marcando la primera aparición del personaje en pantalla en un largometraje animado desde The Lion King II: Simba's Pride (1998), la secuela directamente para video de la película animada original. En cuanto a cuánto se adaptaría su película de Simba's Pride, Jenkins admitió que se alude y hace referencia a «algunas cosas» del canon, pero no es una adaptación per se.

### Casting
En agosto de 2021, Aaron Pierre y Kelvin Harrison Jr. fueron elegidos como las voces de los jóvenes Mufasa y Scar, respectivamente. Para septiembre de 2022, se reveló que Seth Rogan, Billy Eichner y John Kani repetirán sus papeles como Pumba, Timón y Rafiki, respectivamente. Durante una entrevista con Fandango en abril de 2023 sobre su película Chevalier (2022), Harrison Jr. confirmó que la película explorará la historia de fondo de Scar, retratándolo de una manera "divertida y muy, muy picante" y expresando interés en cómo el joven y dulce La relación de Scar con su hermano Mufasa evoluciona a lo largo de la película.
En abril de 2024, se confirmó que Beyoncé Knowles-Carter y Donald Glover repetirían sus papeles, con Blue Ivy Carter (en su debut cinematográfico), Tiffany Boone (reemplazó a Alfre Woodard), Kagiso Lediga, Preston Nyman (reemplazó a John Oliver), Mads. Mikkelsen, Thandiwe Newton, Lennie James, Anika Noni Rose, Keith David, Braelyn Rankins, Theo Somolu, Folake Olowofoyeku, Joanna Jones,Thuso Mbedu, Sheila Atim, Abdul Salis y Dominique Jennings anunciaron como nuevas incorporaciones al elenco.

### Rodaje
En septiembre de 2022, en la D23 Expo, se mostró material exclusivamente para los asistentes que revelaba que el rodaje había estado en marcha. Moving Picture Company regresará para proporcionar los efectos visuales. En julio de 2023, la producción de la película se detuvo debido a la huelga SAG-AFTRA de 2023.

## Música
En junio de 2022, se contrató a Nicholas Britell como compositor para la banda sonora de la película. Unos meses más tarde, en septiembre del mismo año se anunció el regreso de Hans Zimmer y Pharrell Williams para la nueva entrega cinematográfica.
Para abril de 2024, Disney confirmó que Lin-Manuel Miranda escribiría las canciones para la película en coproducción con Mark Mancina. Lebo M. volvería a proporcionar voces e interpretaciones adicionales.

## Estreno
Mufasa: el rey león se estrenó el 20 de diciembre de 2024. En septiembre de 2022, durante la D23 Expo se reveló en ese entonces que Mufasa: The Lion King se estrenaría el 5 de julio de 2024, pero el estreno se retrasó por la huelga SAG-AFTRA.

## Recepción
Mufasa: The Lion King recibió reseñas generalmente mixtas de parte de la crítica y de la audiencia. En el sitio web agregador de reseñas Rotten Tomatoes, la película posee una aprobación de 57%, basada en 213 reseñas, con una calificación de 5.8/10 y un consenso crítico que dice "La hábil mano de Barry Jenkins y la música de Lin-Manuel Miranda contribuyen en cierta medida a cuadrar el Círculo de la Vida en Mufasa, pero esta historia intermitentemente emotiva se ve perjudicada por su estilo de animación impersonal y fotorrealista". De parte de la audiencia tiene una aprobación de 81%, basada en más de 10 000 votos, con una calificación de 4.2/5.
El sitio web Metacritic le dio a la película una puntuación de 56 de 100, basada en 51 reseñas, indicando "reseñas mixtas o promedio". Las audiencias encuestadas por CinemaScore le otorgaron a la película una "A-" en una escala de A+ a F, mientras que en el sitio IMDb los usuarios le asignaron una calificación de 6.6/10, sobre la base de más de 42 000 votos. En la página web FilmAffinity la cinta tiene una calificación de 6.2/10, basada en 3525 votos.

## Proximas Producciones
Algunos fans o sitios web de fans de esta saga, sugieren proximas producciones en (acción real) tal como El Rey León 2: El reino de Simba lo cual estaria bien visto por el publico y un buen complemento para esta saga. Esto aun no se confirma por el equipo de Producción de Disney.

## Premios y nominaciones
| Año  | Premio              | Categoría                        | Trabajo nominado                                                                              | Resultado | Ref.   |
| ---- | ------------------- | -------------------------------- | --------------------------------------------------------------------------------------------- | --------- | ------ |
| 2025 | Kids' Choice Awards | Película animada favorita        | Mufasa: el rey león                                                                           | Nominada  | [ 30 ] |
| 2025 | Kids' Choice Awards | Canción favorita de una película | «I Always Wanted a Brother» Braelyn Rankins, Theo Somolu, Aaron Pierre, y Kelvin Harrison Jr. | Nominada  | [ 30 ] |